# تشارلز لارسون
تشارلز لارسون (بالإنجليزية: Charles Larson)‏ هو كاتب سيناريو أمريكي، ولد في 23 أكتوبر 1922 في بورتلاند في الولايات المتحدة، وتوفي في 21 سبتمبر 2006.

## وصلات خارجية
- تشارلز لارسون على موقع IMDb (الإنجليزية)
- تشارلز لارسون على موقع أول موفي (الإنجليزية)
- تشارلز لارسون على موقع قاعدة بيانات الأفلام السويدية (السويدية)
- تشارلز لارسون على موقع قاعدة بيانات الفيلم (الإنجليزية)
- تشارلز لارسون على موقع كينوبويسك (الروسية)